# 青楓
青楓（學名：Acer serrulatum或Acer oliverianum var.nakaharai），又名中原氏掌葉槭，為臺灣特有種。落葉喬木，枝皮及幼樹幹皮綠色，單葉對生，葉掌狀5~7裂，基部截形，長6~10cm，寬8~10cm，有鉅齒緣，葉炳長3~5cm，萼片5。花序頂生，花瓣8，花白綠色，翅果，特產台灣全島中海拔闊葉林。而在台灣存在六種楓樹，分別是青楓、台灣紅榨楓、台灣掌葉楓、台灣三角楓、樟葉楓、尖葉楓。但是台灣的楓樹，沒有一種能製成楓糖，也很少用於建築，卻常用於盆景，以及日本亞種出腥腥紅葉種之嫁接繁殖。
青楓 在植物學上舊的歸類是 槭樹科 槭屬 ，現已更正為無患子科 楓屬。

## 延伸閱讀
- 維基物種上的相關：青枫